# Municipio de Slater
El municipio de Slater (en inglés: Slater Township) es un municipio ubicado en el condado de Cass en el estado estadounidense de Minnesota. En el año 2010 tenía una población de 215 habitantes y una densidad poblacional de 2,27 personas por km².

## Geografía
El municipio de Slater se encuentra ubicado en las coordenadas 47°6′51″N 93°58′4″O / 47.11417, -93.96778. Según la Oficina del Censo de los Estados Unidos, el municipio tiene una superficie total de 94.78 km², de la cual 87,62 km² corresponden a tierra firme y (7,55 %) 7,15 km² es agua.

## Demografía
Según el censo de 2010, había 215 personas residiendo en el municipio de Slater. La densidad de población era de 2,27 hab./km². De los 215 habitantes, el municipio de Slater estaba compuesto por el 93,49 % blancos, el 0,93 % eran afroamericanos, el 3,72 % eran amerindios, el 0,47 % eran asiáticos, el 0,47 % eran de otras razas y el 0,93 % eran de una mezcla de razas. Del total de la población el 1,4 % eran hispanos o latinos de cualquier raza.